# 2022年北京オリンピックの中国選手団
2022年北京オリンピックの中国選手団は、2022年2月4日から2月20日まで中華人民共和国の北京で開催された2022年北京オリンピックの中華人民共和国選手団の名簿。

## 選手団
- 人員: 選手 180人
- 開会式旗手: 高亭宇、趙丹[1]
- 閉会式旗手:高亭宇、徐夢桃[2]

## メダル
| メダル | 選手名                                       | 競技                             | 種目                  | 日付    |
| ------ | -------------------------------------------- | -------------------------------- | --------------------- | ------- |
| 金     | 曲春雨 范可新 武大靖 任子威 張雨婷（準決勝） | ショートトラックスピードスケート | 混合2000mリレー       | 2月5日  |
| 金     | 任子威                                       | ショートトラックスピードスケート | 男子1000m             | 2月7日  |
| 金     | 谷愛凌                                       | フリースタイルスキー             | 女子 ビッグエア       | 2月8日  |
| 金     | 高亭宇                                       | スピードスケート                 | 男子500m              | 2月12日 |
| 金     | 徐夢桃                                       | フリースタイルスキー             | 女子 エアリアル       | 2月14日 |
| 金     | 蘇翊鳴                                       | スノーボード                     | 男子 ビッグエア       | 2月15日 |
| 金     | 斉広璞                                       | フリースタイルスキー             | 男子 エアリアル       | 2月16日 |
| 金     | 谷愛凌                                       | フリースタイルスキー             | 女子 ハーフパイプ     | 2月18日 |
| 金     | 隋文静 韓聡                                  | フィギュアスケート               | ペアFS                | 2月19日 |
| 銀     | 蘇翊鳴                                       | スノーボード                     | スロープスタイル      | 2月7日  |
| 銀     | 李文龍                                       | ショートトラックスピードスケート | 男子1000m             | 2月7日  |
| 銀     | 徐夢桃 賈宗洋 斉広璞                         | フリースタイルスキー             | 混合 エアリアル       | 2月10日 |
| 銀     | 谷愛凌                                       | フリースタイルスキー             | 女子 スロープスタイル | 2月15日 |
| 銅     | 閆文港                                       | スケルトン                       | 男子                  | 2月11日 |
| 銅     | 范可新 曲春雨 張雨婷 張楚桐 韓雨桐（準決勝） | ショートトラックスピードスケート | 女子 3000mリレー      | 2月13日 |